# Triclinium
Triclinium (triklinium) – jedno z ważniejszych pomieszczeń w rzymskim domu lub willi. Przeznaczone było na salę biesiadną, w której sofy (gr. kline, łac. lectus) ustawiano z trzech stron stołu. Zależnie od strony stołu sofy te nazywano lectus imus, lectus medius i lectus summus, co wiązało się z hierarchią biesiadników. W zamożnych domach były zazwyczaj dwa triclinia: letnie i zimowe.
Pokoje te znajdowały się w głębi domu, przy czym najczęściej wchodziło się do nich wprost z perystylu.
Jeśli triclinium było małe, łoża stały bezpośrednio pod ścianami, zaś w przypadku większych wnętrz zostawiano za nimi przejście, pozwalające obejść stół i łoża dookoła.